# Harry Winks
Harry Winks (Hemel Hempstead, Inglaterra, Reino Unido, 2 de febrero de 1996) es un futbolista británico que juega en el Leicester City F. C. de la EFL Championship.

## Trayectoria
Se unió a la Academia del Tottenham con apenas ocho años. El 27 de noviembre de 2014 debutó con el primer equipo de la mano de Mauricio Pochettino, ante el Partizan, en un partido de Liga Europa al sustituir a Paulinho en el minuto 87. El 27 de agosto de 2016, casi dos años después, hizo su debut en Premier League en un partido ante el Liverpool. Justo un mes después, hizo su debut en Liga de Campeones ante el CSKA. El 19 de noviembre marcó su primer gol en una victoria por 3 a 2 ante el West Ham. En abril de 2017 sufrió una grave lesión durante un partido que le apartó de los terrenos de juego por varios meses.
Comenzó la temporada 2017-18 siendo elogiado por su entrenador, que lo consideraba el centrocampista perfecto. Sin embargo, tras una lesión sufrida durante un encuentro ante el Crystal Palace en noviembre y de la que no se llegó a recuperar completamente, no jugó en los últimos meses de la temporada.
El 30 de agosto de 2022 se hizo oficial su cesión a la U. C. Sampdoria hasta junio de 2023. Debido a una lesión de tobillo tuvo que esperar varios meses para jugar, algo que hizo por primera vez en más de 200 días el 16 de enero. Finalmente disputó veinte partidos en la Serie A y al terminar la temporada se marchó traspasado al Leicester City F. C.

## Selección nacional
Ha jugado en todas las categorías inferiores de la selección inglesa, aunque tiene ascendencia española por parte de su madre.
Es internacional con la selección de Inglaterra. El 8 de octubre de 2017 debutó con la selección absoluta, ante Lituania, en un partido clasificatorio para el Mundial de Rusia donde fue elegido como el mejor jugador del partido.

## Estadísticas

### Clubes
Actualizado al último partido jugado el 16 de marzo de 2025.
| Club                               | Div.          | Temporada     | Liga  | Liga  | Liga   | Copas nacionales | Copas nacionales | Copas nacionales | Torneos internacionales | Torneos internacionales | Torneos internacionales | Total | Total | Total  |
| Club                               | Div.          | Temporada     | Part. | Goles | Asist. | Part.            | Goles            | Asist.           | Part.                   | Goles                   | Asist.                  | Part. | Goles | Asist. |
| ---------------------------------- | ------------- | ------------- | ----- | ----- | ------ | ---------------- | ---------------- | ---------------- | ----------------------- | ----------------------- | ----------------------- | ----- | ----- | ------ |
| Tottenham Hotspur F. C. Inglaterra | 1.ª           | 2014-15       | 0     | 0     | 0      | 0                | 0                | 0                | 1                       | 0                       | 0                       | 1     | 0     | 0      |
| Tottenham Hotspur F. C. Inglaterra | 1.ª           | 2015-16       | 0     | 0     | 0      | 0                | 0                | 0                | 2                       | 0                       | 0                       | 2     | 0     | 0      |
| Tottenham Hotspur F. C. Inglaterra | 1.ª           | 2016-17       | 21    | 1     | 1      | 6                | 0                | 0                | 6                       | 0                       | 0                       | 33    | 1     | 1      |
| Tottenham Hotspur F. C. Inglaterra | 1.ª           | 2017-18       | 16    | 0     | 1      | 4                | 0                | 0                | 5                       | 0                       | 0                       | 25    | 0     | 1      |
| Tottenham Hotspur F. C. Inglaterra | 1.ª           | 2018-19       | 26    | 1     | 0      | 5                | 0                | 0                | 10                      | 0                       | 0                       | 41    | 1     | 0      |
| Tottenham Hotspur F. C. Inglaterra | 1.ª           | 2019-20       | 31    | 0     | 0      | 5                | 0                | 0                | 5                       | 0                       | 0                       | 41    | 0     | 0      |
| Tottenham Hotspur F. C. Inglaterra | 1.ª           | 2020-21       | 15    | 0     | 0      | 5                | 1                | 1                | 10                      | 1                       | 0                       | 30    | 2     | 1      |
| Tottenham Hotspur F. C. Inglaterra | 1.ª           | 2021-22       | 19    | 0     | 1      | 6                | 1                | 0                | 5                       | 0                       | 1                       | 30    | 1     | 2      |
| Tottenham Hotspur F. C. Inglaterra | Total club    | Total club    | 128   | 2     | 3      | 31               | 2                | 1                | 44                      | 1                       | 1                       | 203   | 5     | 5      |
| U. C. Sampdoria · Italia           | 1.ª           | 2022-23       | 20    | 0     | 0      | 0                | 0                | 0                | ―                       | ―                       | ―                       | 20    | 0     | 0      |
| U. C. Sampdoria · Italia           | Total club    | Total club    | 20    | 0     | 0      | 0                | 0                | 0                | 0                       | 0                       | 0                       | 20    | 0     | 0      |
| Leicester City F. C. Inglaterra    | 2.ª           | 2023-24       | 45    | 2     | 0      | 3                | 0                | 0                | ―                       | ―                       | ―                       | 48    | 2     | 0      |
| Leicester City F. C. Inglaterra    | 1.ª           | 2024-25       | 22    | 0     | 2      | 3                | 1                | 1                | ―                       | ―                       | ―                       | 25    | 1     | 3      |
| Leicester City F. C. Inglaterra    | Total club    | Total club    | 67    | 2     | 2      | 6                | 1                | 1                | 0                       | 0                       | 0                       | 73    | 3     | 3      |
| Total carrera                      | Total carrera | Total carrera | 215   | 4     | 5      | 37               | 3                | 2                | 44                      | 1                       | 1                       | 296   | 8     | 8      |

## Palmarés

### Campeonatos nacionales
| Título           | Equipo               | País       | Año  |
| ---------------- | -------------------- | ---------- | ---- |
| EFL Championship | Leicester City F. C. | Inglaterra | 2024 |